# Ambrosia velutina
Ambrosia velutina je biljka iz porodice glavočika (Asteraceae), jedna od četrdesetak vrsta ambrozije. Raširena je po Antilskoj Americi: Dominikanska Republika, Kuba i Haiti.